# Zapotèque de Texmelucan
Le zapotèque de Texmelucan (ou papabuco, zapotèque de San Lorenzo Texmelucan, zapotèque de Sola de Vega central) est une variété de la langue zapotèque parlée dans l'État de Oaxaca, au Mexique.

## Localisation géographique
Le zapotèque de Texmelucan est parlé dans l'État de Oaxaca, au Mexique,.

## Intelligibilité avec les variétés du zapotèque
Les locuteurs du zapotèque de Texmelucan ont une intelligibilité de 10 % du zapotèque de Zaniza (le plus similaire).